# Jozsef Alvinczy
Zgodnja kariera
József Alvinczi
Alvinczi, kot je prikazan v Album du Centenaire
Etnični Madžar je bil rojen v Transilvaniji v kraju Alvinc (nemško: Alwintz) in je otroštvo preživel v gospodinjstvu grofa Franza Gyulaija, preden se je pridružil njegovemu polku kot Fähnrich, star 14 let. Do leta 1753 se je povzpel v Hauptmanna.
Med sedemletno vojno se je Alvinczy odlikoval kot vodenje grenadirske čete v bitkah pri Torgau in Teplitz, kjer mu je njegovo pogumno vodenje prineslo napredovanje v drugega majorja. Ob koncu vojne se je intenzivno ukvarjal z izvajanjem novih predpisov Franza Moritza von Lacyja po vsej vojski.
Nasledstvena vojna, turška vojna in nizozemska kampanja
Leta 1774 je bil povišan v poveljnika, ki je poveljeval 19. pehotnemu polku 19, med vojno za bavarsko nasledstvo pa je vodil svoje može, kjer je zavzel Böhmertor, mesto Habelschwerdt in ujel pruskega poveljnika princa Hessen-Philippstala, kar je Alvinczyju prineslo napredovanje v generalmajor in odlikovanje Militär-Maria Theresien-Orden (MTO).
Alvinczy se je boril pod poveljstvom Ernsta Gideona Freiherra von Laudona v osmanski vojni leta 1787, vendar ni izpolnil svoje misije zavzetja Beograda. Po kratkem času poučevanja bodočega cesarja, nadvojvode Frančiška, se je vrnil poveljevati svojemu polku. Potem ko je bil povišan v Feldmarschalleutnant, je bil leta 1790 premeščen na avstrijsko Nizozemsko, da bi zatrl Združene države Belgije, dokler se ni moral upokojiti zaradi padca s konja.
Neerwinden, Fleurus, Charleroi
Ob izbruhu francoskih revolucionarnih vojn leta 1792 je Alvinczy poveljeval diviziji, ki je svoje demoralizirane može umirila v ključni fazi zmagovite bitke pri Neerwindnu leta 1793 in vodila svoje može naprej, da bi zavzeli vas; za ta podvig je bil odlikovan s poveljniškim križcem MTO. Prevzel je poveljstvo nad pomožno vojsko, ki je podpirala Britance pod vodstvom vojvod Yorka in Albanyja, ki se je bojevala pri Landrecyju in v bitki pri Fleurusu, preden je bil ranjen pri Mariollesu.
Ob njegovem okrevanju in povišanju v Feldzeugmeistra je Alvinczy svetoval Viljemu VI. Oranškemu pri uspešni pomoči Charleroiju junija 1793, pri čemer je izgubil dva konja pod njim in si prislužil nagrado velikega križa MTO. Na kratko kot poveljnik vojske Zgornjega Porenja so ga leta 1795 vpoklicali na Dunaj, da bi služil v Hofkriegsratu.
Italijanska akcija in kasnejše naloge
Konec leta 1796 je prevzel poveljstvo nad vojsko, ki se je borila proti Napoleonu Bonapartu na severu italijanskega polotoka. Potem ko je leta 1796 organiziral tirolsko milico, da bi se soočila z grožnjo francoskega napredovanja, je bil zadolžen za tretjo pomoč pri obleganju Mantove. Alvinczyjeva vojska je bila večinoma sestavljena iz novih rekrutov z nekaj izkušenimi častniki.
Pri Bassanu je 6. novembra premagal Bonaparteja, 12. novembra pa Caldiera. Končno je Bonaparte zmagal nad Alvinczijem v bitki pri mostu Arcole 15. in 17. novembra 1796. Potem ko so se najprej umaknili proti Vicenzi, so Avstrijci 22. novembra veselo ponovno zasedli bojno polje. [1] Toda ko je ugotovil, da so se čete pod njegovim poročnikom Paulom Davidovichem začele umikati, je priznal poraz in se vrnil k Bassanu. [2]

Kljub poslabšanemu zdravju se je znova zbral in poskusil znova. V bitki pri Rivoliju 14. in 15. januarja 1797 je doživel hud poraz. Mantova se je kmalu zatem vdala. Nato je dobil položaj vojaškega guvernerja Madžarske in leta 1808 povišan v feldmaršala. Dve leti pozneje je umrl v Budimu.
1. 1 2  Dr. Constant v. Wurzbach Alvinczy, von Barberek, Joseph Freiherr von // Biographisches Lexikon des Kaiserthums Oesterreich: enthaltend die Lebensskizzen der denkwürdigen Personen, welche seit 1750 in den österreichischen Kronländern geboren wurden oder darin gelebt und gewirkt haben — Wien: 1856. — Vol. 1. — S. 22.